# روخيليو ريفاس
روخيليو ريفاس (بالإسبانية: Rogelio Rivas)‏ هو منافس ألعاب قوى إسباني، ولد في 7 أغسطس 1944 في فيغو في إسبانيا.

## وصلات خارجية
- روخيليو ريفاس على موقع أوليمبيديا (الإنجليزية)